# Verkställande direktör
En verkställande direktör, på svenska vanligen förkortat vd, är den person som ansvarar inför styrelsen för den löpande förvaltningen i ett aktiebolag. Den verkställande direktören tillsätts av styrelsen och ansvarar för bolagets löpande förvaltning. En verkställande direktör har enligt lag rätt att besluta om löpande förvaltningsåtgärder. I övrigt är det styrelsen som avgör vilken beslutanderätt den verkställande direktören skall ha. Detta beskrivs i bolagets arbetsordning. Den verkställande direktören har ett stort ansvar för bolaget och har därför lagenlig rätt att deltaga på styrelsemöten (förutom vid handläggning av vissa frågor, som rör den verkställande direktören själv, som till exempel lön eller annan ersättning). En verkställande direktör har rätt att få avvikande uppfattning noterad till protokollet även om denne inte sitter i styrelsen.

## Motsvarigheter i olika länder

### Sverige
Efter att styrelsen utsett verkställande direktör skall ett avtal tecknas med denne, ett så kallat vd-avtal. Avtalet skall vara skriftligt för att så långt som möjligt undvika framtida konflikter. Den verkställande direktörens roll regleras i Sverige av aktiebolagslagen. Publika aktiebolag i Sverige skall ha en vd, som inte samtidigt kan vara styrelsens ordförande. Privata aktiebolag behöver inte utse verkställande direktör.

### Norge
I Norge kallas motsvarande för administrerende direktør eller daglig leder, den person som ansvarar för den dagliga ledningen av ett företag. Det kan vara sig om ett privat aktiebolag, en enskild firma, en förening eller ett antal andra organisationsformer. I sitt arbete lyder verkställande direktören under styrelsen och bolagsstämman/bolagsstämman samt är bunden av dessa. I enmansföretag fungerar verkställande direktören också som styrelse. Förutom att vara anställd är verkställande direktören också en företagsorganisation, dvs. han har rättigheter och skyldigheter som följer av bolagsrätten.

### Storbritannien
I Storbritannien kallas motsvarande funktion normalt för managing director (förkortat MD).

### USA
I USA kallas motsvarande funktion normalt chief executive officer, förkortat CEO. Den amerikanska termen chief executive officer (förkortat CEO) har börjat användas inom vissa delar av näringslivet även i svenska språket.[källa behövs] CEO motsvarar vd på svenska, men används också om ledare för andra organisationer än företag.
I USA är det inte ovanligt att samma person kan både vara CEO och styrelseordförande samtidigt, även i publika bolag.